# 桑原学
桑原 学（くわはら まなぶ、1976年1月4日 - ）は、日本のフリーアナウンサー、スポーツコメンテーター。千葉県出身、東京都在住。

## 略歴
小学3年生の頃からサッカーに親しむ。中学・高校でもサッカーを続け、大学時代は社会人サッカー（草サッカー）とアルバイトに興じながらサッカー観戦に出向く（フランスワールドカップ予選の日本戦ホームゲームは全試合スタジアムで見ており、本大会も現地で観戦したとのこと）という「バイトとサッカーに明け暮れる日々」だったという。
学生時代にラジオDJを目指し、スクールで出会った友人を通じて山本シュウを紹介してもらいラジオDJ/パーソナリティーとしての活動を始める。しかし大学卒業後きちんとした就職もせず20代後半に差し掛かり、改めて今後の進路を再検討。子供の頃から好きだったサッカー界に携わりたいという想いと、CS放送で見たヨーロッパサッカー中継を見たときの衝撃から、サッカー実況への道を志すことになる。
最初は関係者を通じてスポーツ実況を多く手がけていた志生野温夫を紹介してもらうが、志生野は元々サッカー方面のつてがなく、サッカー関係の仕事がほとんどない状況が続く。しかし、2005年に高校野球中継を担当していた千葉テレビ放送での全国高等学校サッカー選手権大会千葉県大会実況中継を手がかりにサッカー中継を担当するようになり、2006年には湘南ケーブルネットワークでの湘南ベルマーレ戦録画中継と、日本プロサッカーリーグ（Jリーグ）でのインターネット中継試験放送で、本格的にJリーグ実況中継のデビューを果たす（初の実況担当は2006年4月2日の川崎フロンターレ対ジェフユナイテッド千葉戦のインターネット中継）。
2008年からはスカパー!の清水エスパルス戦担当となり、以降は高校サッカーからJリーグ、UEFAチャンピオンズリーグや欧州5大リーグ、FIFAワールドカップなど、幅広くサッカーのTV中継で実況を務めている。その他にもテレビ番組のナレーターやMCとしても活動中。

## 挿話
- 小学校時代の隣のチームには後に日本代表にも選ばれる酒井直樹がいた[1]。
- 2008年にスカパー!中継を担当するまでは、アナウンスだけでは生計が成り立たず、33歳までアルバイトをしていた[1]。
- 担当して忘れられない試合として、2018-19 UEFAチャンピオンズリーグ準決勝で、FCバルセロナを相手にアウェイで0-3で敗れた2ndレグを4-0で勝利してひっくり返したリヴァプールFCの試合を挙げており、「とんでもない展開」になった試合を担当できたときは素直にうれしいという[2]。
- 実況をする上で気をつけていることは「自分を出し過ぎないこと」と「チームや選手のプレースタイルをあらかじめ把握しておくこと」とのこと[2]。

## 主な出演番組
- Jリーグ中継（DAZN）
- スペイン ラリーガ中継 （U-NEXT）
- イングランド プレミアリーグ中継（SPOTV NOW）
- イタリア セリエA中継（DAZN）
- ドイツ ブンデスリーガ中継（スカパー!)
- FIFAワールドカップ中継（スカパー!）
- Jリーグ ジャッジリプレイ（DAZN）
- FOOTBALL FREAKS（DAZN）
- LaLiga FREAKS（DAZN）司会
- LaLiga FREAKS Voice（DAZN）司会
- 明治安田生命e J.League ウイニングイレブン　2019シーズン・2021シーズン
- ＃サカろう サッカー日本代表世界一へ徹底討論（テレビ静岡）

## リンク
- 桑原学 (@kuwaharamanabu) - X（旧Twitter）